# Les Hôtesses d'Hilaire
Les Hôtesses d'Hilaire est un groupe de musique rock alternatif et rock progressif originaire de Moncton, au Nouveau-Brunswick.

## Biographie
Le bassiste Michel Vienneau, le batteur Guillaume Lavoie et le guitariste Mico Roy font de la musique ensemble lorsque Michel les incite à former un groupe avec le chanteur Serge Brideau. Guillaume Lavoie déménage ensuite à Montréal et est remplacé à la batterie par Maxence Cormier, alors que Léandre Bourgeois se joint au groupe comme claviériste. À l'origine, le groupe s'appelait Serge et ses orifices mais a été renommé Les Hôtesse d'Hilaire, en l'honneur de son père.
Le groupe a sorti son premier EP en 2012, ainsi que trois albums lors des années subséquentes.
En 2016, le groupe a commencé à recevoir une reconnaissance critique, remportant trois prix de musique du Nouveau-Brunswick; Meilleur album 2016, Meilleur album francophone 2016, Artiste rock de l'année 2016. Ils ont de nouveau remporté le prix de l'artiste rock de l'année en 2017. Ils ont également reçu 5 prix du public. Ils ont également reçu de nombreuses nominations à l'ADISQ en 2016 et 2019.
En février 2017, les Hôtesses d'Hilaire ont participé à l'émission Entrée principale de Radio-Canada lors de son passage à Moncton. Le chanteur Serge Brideau portait une robe rose, ce qui a suscité la controverse sur les médias sociaux. Le groupe a remporté deux prix au gala de l'East Coast Music Association en avril 2017.
C'est en 2018 que le groupe lance son premier opéra-rock, Viens avec moi. La formation remporte le prix de l'album hors-Québec de l'année au GAMIQ pour celui-ci en 2019. Il remporte aussi le prix de l'artiste de l'année. La même année, la formation remporte aussi l'album Acadie au gala Trille Or de l'APCM.
Le groupe remporte le prix de l'album ou EP hors-Québec en 2022 au prix GAMIQ pour l'EP Pas l'temps de niaiser.
Tous les membres du groupe participent à la création des albums, auxquels participent aussi Benoit Bouchard, Pascal Lejeune et Pierre-Guy Blanchard. Les Hôtesses d'Hilaire s'inspirent de groupes des années 1970 comme The Doors, Frank Zappa et Pink Floyd mais sont aussi influencés par des musiciens actuels, notamment francophones.

## Activisme et engagement social
Le groupe incorpore souvent des thèmes ou des positions politiques dans ses paroles ou dans ses performances publiques, notamment en rapport avec la politique du Nouveau-Brunswick. Parmi les principaux enjeux notables, mentionnons le bilinguisme et la langue française/les droits des Acadiens. Cela a conduit notamment à un appel direct du premier ministre du Nouveau-Brunswick Blaine Higgs à l'unilinguisme lors du Congrès mondial acadien (Congrès mondial acadien) en 2019.
Le leader du groupe, Serge Brideau, est également un ardent défenseur de nombreux enjeux sociaux et économiques, dont la violence conjugale. En 2020, il a organisé une collecte de fonds pour l'Accueil Sainte-Famille de Tracadie, au Nouveau-Brunswick, où il a amassé 24 292 $. Les profits tirés de l'album Live à Caraquet – 15 août vont également directement à l'Accueil Sainte-Famille de Tracadie. En 2020, Brideau est également devenu vice-président de la Société acadienne du Nouveau-Brunswick. Parallèlement au lobbying pour les droits bilingues, il fait également activement pression sur le manque de travailleurs de la santé qui s'occupent des personnes âgées et dans les maisons de retraite.

## Hommages
Au printemps 2022, la Brasserie du Petit-Sault basée à Edmunston a sorti une witbier nommée Hilaire à boire; la cannette de la bière présente les couvertures des albums Hilare à boire et Live à Caraquet 15 août stylisées aux couleurs du drapeau acadien,.

## Discographie
- 2012 : Les Hôtesses d'Hilaire EP

1. Entre Edmonton et Montréal
2. Gris
3. L'Asthmatique
4. Suzie2013 : Hilaire à boire
5. Fond de Baril
6. La Retraite
7. L'Homme de Glace
8. Sur la Colline
9. Hostie Qu'on est Ben
10. Cocu
11. Il Pleut Sur Ma Ville
12. Moonshine
13. Bulb de Fridge
14. Le Mentor
15. Hilaire à Boire
16. Eastbound and Down

- 2014 : Party de ruisseau

1. Jet Lag
2. Je me souviens de ti boutes
3. Murdochville
4. Boule boule
5. MDMA
6. Vire sul top
7. David Awkard
8. Eastbound and down
9. Pleure sur tes valises
10. Overdose
11. -18

- 2015 : Touche-moi pas là

1. Intro
2. Machine à bière
3. Regarde-moi
4. Fais faillite
5. Super Chiac Baby
6. C'est Glen qui l'a dit
7. La Fin
8. Club Deauville
9. Hilaire au Mexique
10. Donne-moi pas ton cœur2018 : Viens avec moi (Studio)
11. L'intro
12. L'Acadie des terres et forêts
13. Petit paradis sur le bord de l'eau
14. Pousser la note
15. All in the Bus
16. Pousser ma note
17. Smell the Money
18. Baby
19. Post ta shit
20. L'Éveil de Kevin
21. Microdosing
22. Le calvaire de Serge
23. P'tite clé Bé
24. Fuck shit up!
25. Comme chum
26. Spread the Love
27. Mangez tout un char
28. L'érotisme est mort
29. Hot Seat
30. Obstacle émotionnel